# Pagellia
Pagellia là một chi bọ cánh cứng trong họ Chrysomelidae.
Chi này được miêu tả khoa học năm 1885 bởi Lefevre.

## Các loài
Chi này gồm các loài:
- Pagellia schawalleri Medvedev, 1995